# Wilfrido Pérez
Wilfrido R. Pérez De La Cruz (nacido el 12 de agosto de 1984 en Nagua) es un lanzador dominicano de ligas menores que se encuentra en la organización de los Orioles de Baltimore.
Pérez fue firmado como agente libre no drafteado por los Orioles en 2005, pasando por varios de los equipos afiliados a Baltimore: Bluefield Orioles (2005), Aberdeen IronBirds (2006), Delmarva Shorebirds (2007), Frederick Keys (2008) y Bowie Baysox (2008-2011).